# 切膚慾謀
《切膚慾謀》（英語：The Skin I Live In）是一部2011年西班牙驚悚片，由佩德羅·阿莫多瓦編導，本片改編自法国作家提爾希·容凱（Thierry Jonquet）于1984年由加利瑪出版社发表的驚悚犯罪小說《狼蛛》（Mygale）；本書於2003年由城市之光書店在美國出版。

## 劇情
妻子因一次交通意外被活活燒死，羅拔列格特醫生（安東尼奧·班德拉斯飾）開始廢寢忘餐，花了12年時間研究刀槍不入的精製人皮；然而距離成功只欠一步，就是需要一個活人做換皮實驗...
另一方面，女兒長期活在母親死亡的陰影，好不容易才走出陰霾，不幸遇上色魔險遭蹂躪。這位年輕色魔最終落入羅拔列格特醫生手中，並將親身感受到切膚之痛、男人最痛，以及不見天日的漫長煎熬...

## 演員
- 安東尼奧·班德拉斯 飾演 Dr. Robert Ledgard
- 伊蓮娜·安娜雅 飾演 Vicente Guillén Piñeiro（配音） / Vera Cruz / Gal Ledgard
- 瑪莉莎·柏麗詩迪 飾演 Marilia
- 雅恩·科爾內 飾演 Vicente Guillén Piñeiro / Vera Cruz（配音）
- 羅伯托·阿拉莫 飾演 Zeca
- 布蘭卡·蘇亞雷斯 飾演 Norma Ledgard

## 獎項
- 第65届英國電影學院獎：最佳外语片

## 外部連結
- 官方网站 （西班牙文）
- 官方网站 （英文）
- 互联网电影数据库（IMDb）上《切膚慾謀》的资料（英文）
- 豆瓣电影上《切膚慾謀》的資料 （简体中文）
- Box Office Mojo上《切膚慾謀》的資料（英文）
- 爛番茄上《切膚慾謀》的資料（英文）
- Metacritic上《切膚慾謀》的資料（英文）